# 真夏のじゅもん
『真夏のじゅもん』（まなつのじゅもん）は、2024年8月7日にTUBEとDA PUMPによるコラボレーションで発表した楽曲、および同曲を収録したシングル。

## 概要
TUBEの前田が「いつか一緒に歌いたい」という思いを秘めていた意中の相手ISSA率いるDA PUMPに熱烈オファーし、コラボレーションが実現した。
CDは完全生産限定盤で紙ジャケット仕様となっている。
本作はCinderelax(株)、Urth(株)、daisukeの手によってダンス動画が制作され、同年8月16日に公開された。
カップリングにはTUBEの42ndシングル「プロポーズ」をリアレンジし、前田とISSAによってカバーしたものが収録されている。

## 収録曲
| 全作曲: 春畑道哉。 |                                                |                          |            |                           |      |
| #                  | タイトル                                       | 作詞                     | 作曲・編曲 | 編曲                      | 時間 |
| 1.                 | 「真夏のじゅもん」                             | 前田亘輝、ヤマモトショウ | 春畑道哉   | TUBE、ヤマモトショウ、Mwk | 4:02 |
| 2.                 | 「プロポーズ - TUBE×DA PUMP –」                | 前田亘輝                 | 春畑道哉   | TUBE                      | 5:40 |
| 3.                 | 「真夏のじゅもん (Instrumental)」              |                          | 春畑道哉   | TUBE、ヤマモトショウ、Mwk | 4:02 |
| 4.                 | 「プロポーズ - TUBE×DA PUMP – (Instrumental)」 |                          | 春畑道哉   | TUBE                      | 5:37 |
| 合計時間:          | 合計時間:                                      | 合計時間:                | 合計時間:  | 19:21                     |      |

## 収録アルバム
- TUBE / TUBE×